# Liédena
Liédena (baskisch Ledea) ist eine Gemeinde (municipio) mit 351 Einwohnern (Stand: 2024) in der Autonomen Gemeinschaft Navarra.

## Lokale Situation
Liédena liegt zu Füßen des Bergrückens Sierra de Leyre am Irati in einer Höhe von etwa 430 m. Der Aragón begrenzt die Gemeinde im Süden. Durch die Gemeinde führt die Autovía A-21. Pamplona liegt etwa 31 Kilometer nordwestlich von Liédena.

## Kultur und Sehenswürdigkeiten
- römische Villa
- Kirche Mariä Himmelfahrt

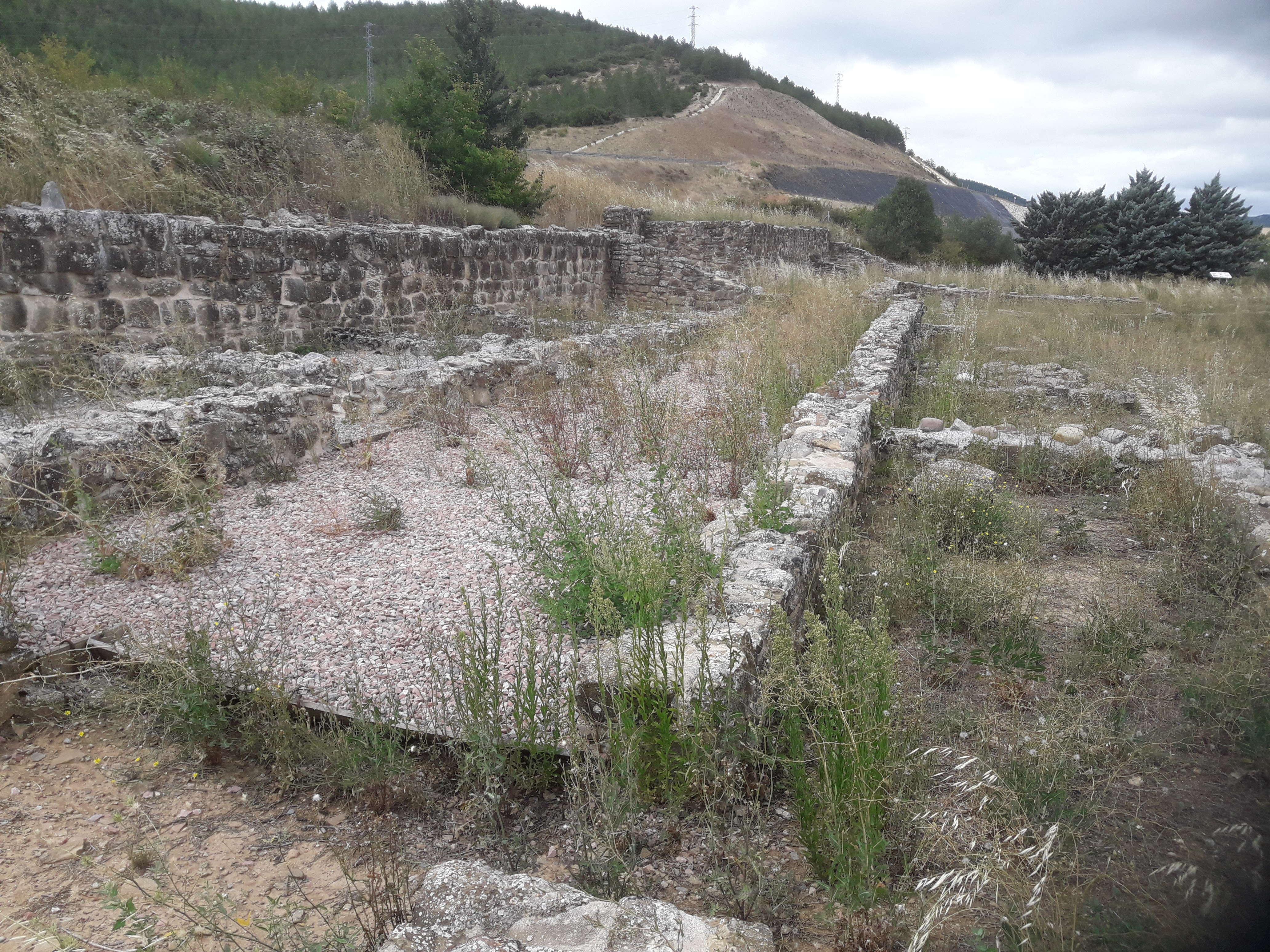
Archäologische Grabungsstätte römische Villa